# Conduite analysée par ordinateur
Pour les articles homonymes, voir Cao.

La conduite analysée par ordinateur (CAO), utilisée par Dominique Lemarquand, sert à la MPSRA (Mission prévention et sécurité routières dans les armées créée en 1977) pour sensibiliser les conducteurs du Ministère de la Défense à la sécurité routière et à l'écoconduite. Près de 2 000 personnes par an sont auditées sur la base du volontariat depuis l'année 2000.

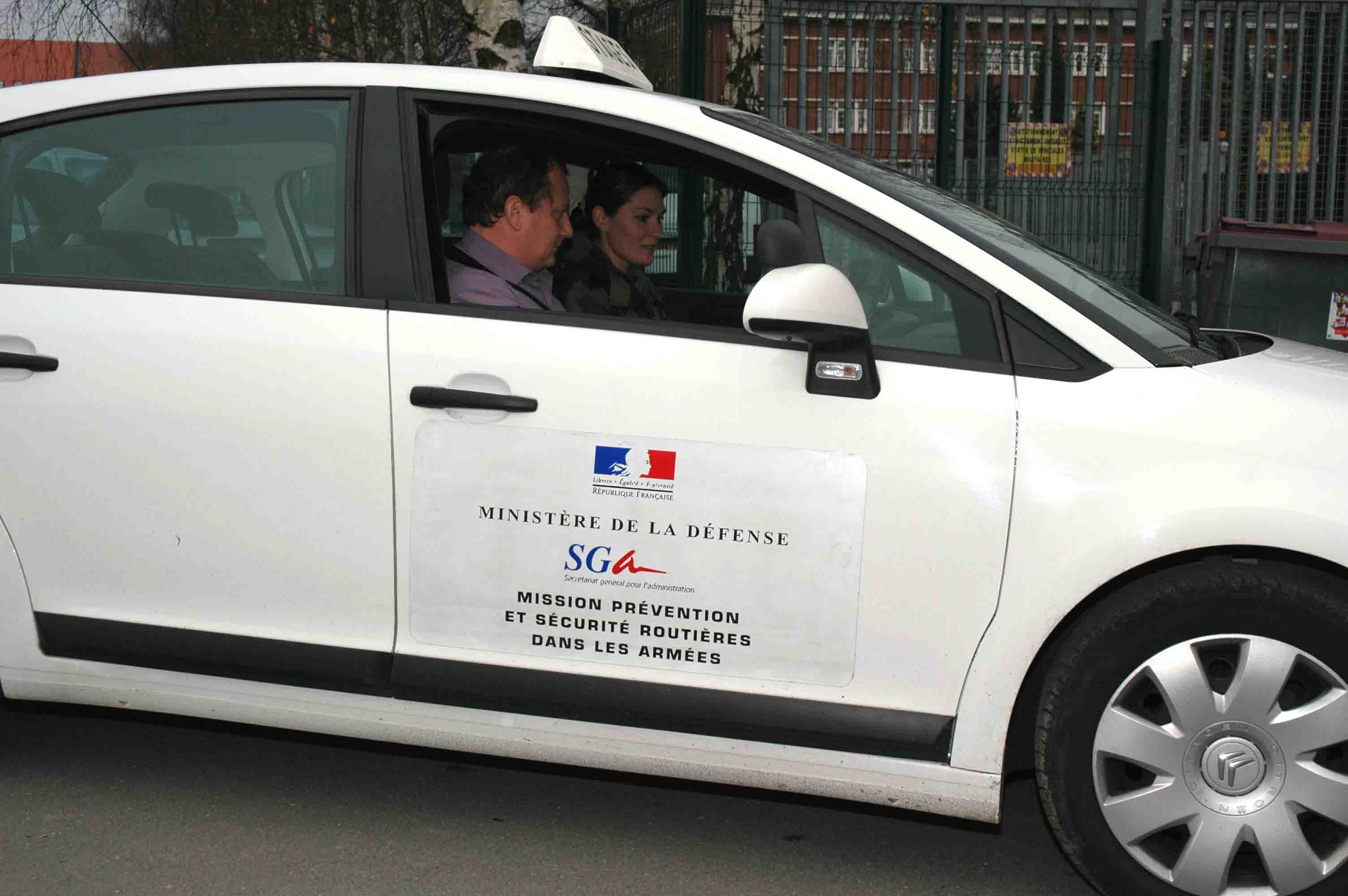
Véhicule de la MPSRA servant aux audits.

## Objectifs
L'objectif de la conduite analysée par ordinateur est d'analyser, par la prise diagnostique du véhicule et un ordinateur portable dans la voiture, le comportement du conducteur pour l'informer des risques qu'il prend et fait prendre aux autres. et de sensibiliser à l'écoconduite pour diviser par deux la pollution tout en conservant une même vitesse moyenne.

## Qu'analyse la CAO? (brevet HDM)

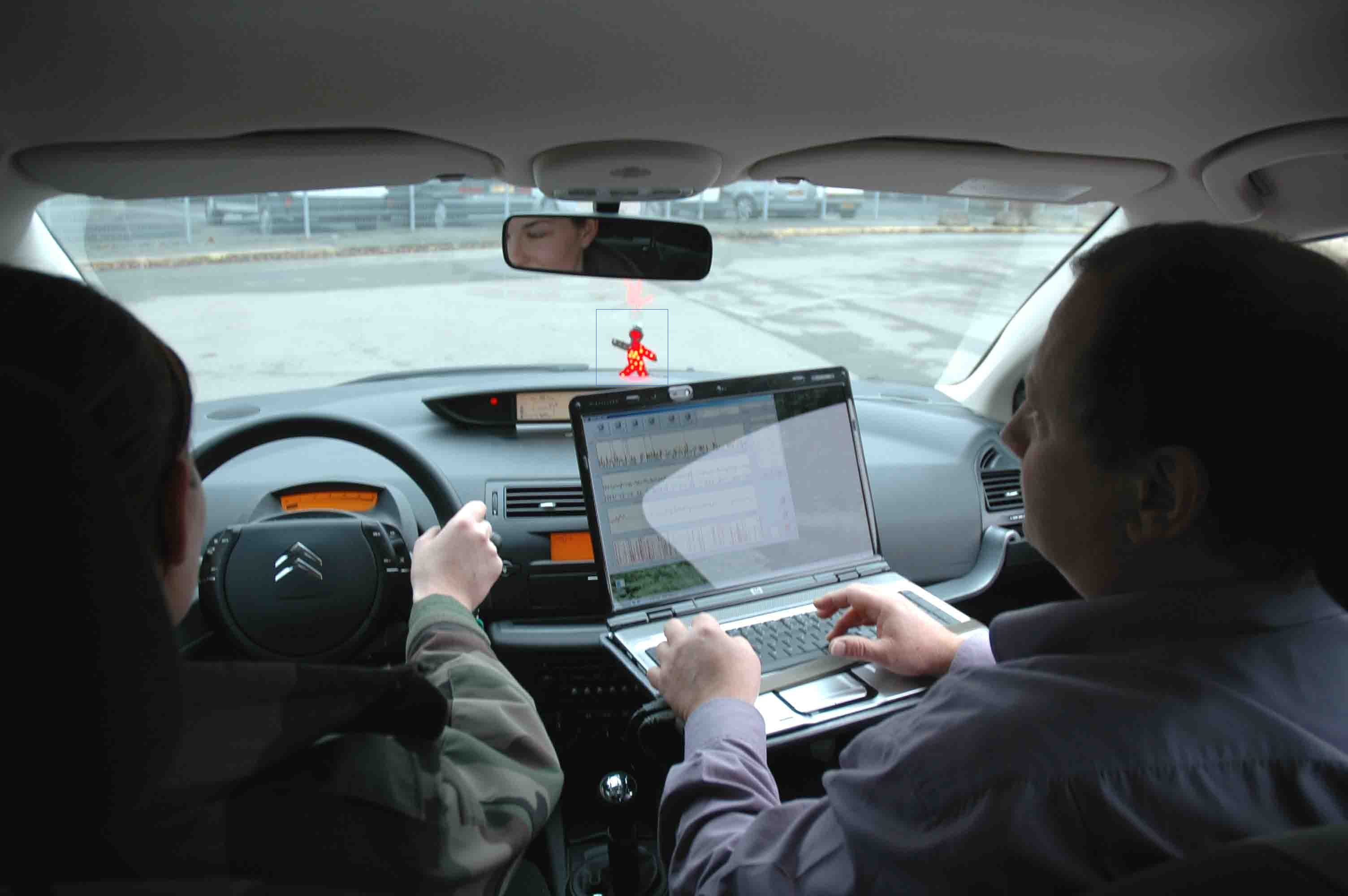
Le freinage d'urgence est indiqué par le bonhomme rouge au-dessus du compteur

- Accélération longitudinale (accélérations, freinages trop forts) ;
- Accélération latérale, (vitesse dans les virages) ;
- Indice de souplesse (satisfaction des passagers) ;
- Freinage d’urgence : quand on allume le « bonhomme » en rouge, (temps de réaction (TR), distance de réaction (DR), distance de freinage (DF) et distance totale d’arrêt(DTA) ;

- Accélérations ;

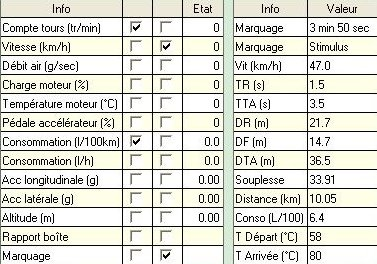
Freinage d'urgence: 47 km/h, TR : 1,5 s, DR : 21,7 m, DTA : 36,5 m

- Freinages (nombre de fois et de mètres sur un parcours donné) ;
- Anticipation ;
- Interdistances (enregistrées et mises en parallèle avec la courbe de vitesse) ;
- Ronds-points mal négociés, clignotants non mis ;

- Consommation aux 100 km ;
- Vitesse moyenne ;
- Vitesse maximum ;
- Tours par minute (tr/min) ;
- Feu ou stop non-respecté ;

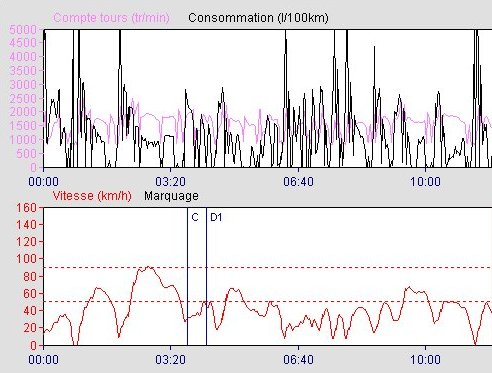
Marquage C : clignotant non mis.
D1 : 10 m d’interdistance à 50 km/h (courbe rouge)

- Pourcentage de freinage  sur le trajet (et nombre de mètres) ;
- Pourcentage d’utilisation des rapports de boîte ;
- Pourcentage de coupures d’injection (lorsqu’on lâche la pédale d’accélérateur) ;
- Arrêt ;
- Point mort ;
- Stabilité de la vitesse ;
- Utilisation des pédales d'accélérateur, frein, embrayage ;
- Dénivelés ;
- Température moteur au départ, à l'arrivée ;
- Émissions de CO2, Nox, hydrocarbures imbrûlés, particules émises, (sur un même trajet, il peut y avoir deux fois plus d'émissions pour une même vitesse).

Les analyses sont donc au service de la prévention et d'une moindre pollution.

## Déroulement de l'audit
Deux personnes par heure conduisent sur le même trajet avec un freinage d'urgence à réaliser. Un débriefing permet d'apporter de nombreuses informations pour améliorer le comportement du conducteur face à diverses situations à l’aide des données graphiques et chiffrées.

## Points positifs de la CAO
- Prise de conscience des dangers ;
- Remise en question de son propre comportement ;
- Découverte d’un autre mode de conduite ;
- Matérialisation de nos émissions de CO2, NOX, particules en suspension ;
- Irréfutabilité de l’audit par les données chiffrées ;
- Attractivité par la pratique réelle de la conduite ;
- Enregistrement sur clé USB des graphiques de chaque conducteur ;
- Retour d’expérience très enrichissant pour tous les audités.

## Analyses courantes

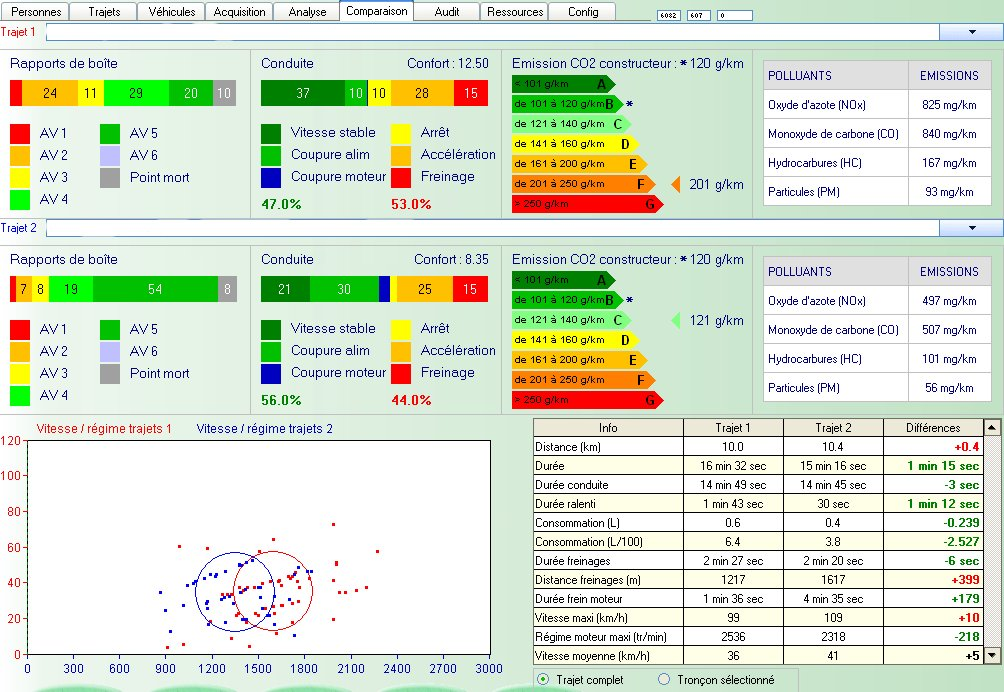
1er parcours : 6,4 l, coupure injection 1 min 36 s, 36 km/h. 2e parcours : 3,8 l, coupure injection 4 min 35 s, 41 km/h.

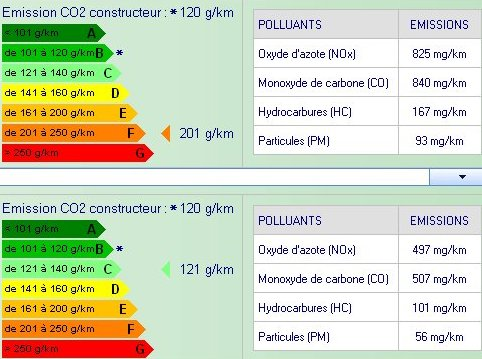
120 g/CO_{2} prévue par le constructeur : 1er parcours : 201 g CO_{2}, 825 mg NOx, 840 mg CO ! 2e parcours 121 g CO_{2}, 497 mg NOx, 507 mg CO

Ce qui est le plus fréquent, ce sont le non-respect des distances de sécurité, la non prise en compte des zones de danger, le regard fixe qui occulte toute vision latérale, les virages mal négociés, l'incapacité à freiner correctement et la vitesse non adaptée à la situation.
Adopter une conduite préventive (penser toujours au danger et s'y préparer) permet de réduire les risques. La CAO vise également la réduction de la pollution et de la consommation de carburant. Elle permet d'aider les conducteurs à conduire « scientifiquement » et se servir pleinement des avancées technologiques de l'automobile. 
Pour une même vitesse moyenne, selon la souplesse de conduite, l'anticipation et la connaissance des astuces (couper son moteur au feu rouge par exemple), on enregistre des écarts de consommation jusqu'à 2 l aux 100 km ainsi qu'une forte réduction de la pollution de son véhicule en parcours mixte. Relâcher l’accélérateur permet de couper systématiquement l’injection et d’être en consommation zéro ! D’où l’intérêt d’anticiper pour éviter de s’arrêter ! Passer ses rapports de boîte très vite jusqu’à 2 000 tours maximum fait gagner un demi-litre aux 100 km.
À l'issue de ces audits, il est parfois conseillé aux conducteurs de faire un stage post-permis afin de mieux appréhender les situations d'urgence. Amener les conducteurs à s'interroger, c'est les amener à douter, donc à adopter un comportement responsable qui permettra de sauver des vies humaines et de moins polluer.

## Conclusion
La CAO est un matériel pédagogique performant. Elle fait appel à l’intelligence des conducteurs, à leur sens des responsabilités, à la recherche d’une performance scientifique dans leur conduite Elle permet de réduire le risque routier, la pollution et de consommer moins par l’action volontaire de l’individu qui contrôle sa voiture.